# Conservatorio Superior de Música
Reciben en España el nombre de Conservatorio Superior de Música (CSM) aquellos centros integrados en las Enseñanzas Artísticas Superiores que imparten estudios superiores (equivalentes a universitarios) de música.

## Normativa
Las enseñanzas artísticas se regulan en España según Real Decreto 1614/2009 y otorgan el título de grado. En febrero de 2012, sin embargo, el Tribunal Supremo, a instancias del recurso interpuesto por la Universidad de Granada, anula la legitimidad de las enseñanzas artísticas superiores para expedir el título de grado, legitimidad que, según la Constitución española, solo poseen las Universidades. La entrada en vigor de la LOMCE, según reza el artículo cuarenta y tres, devuelve el título expedido por las enseñanzas artísticas al "equivalente a todos los efectos al título de grado".

## Especialidades
En estas instituciones, aunque no en todas, existen ocho especialidades superiores de música y algunas de ellas cuentan con diferentes itinerarios o recorridos específicos:
- Composición
- Dirección
- Interpretación
- Pedagogía
- Musicología
- Producción y Gestión

La duración del título superior de música, equivalente a todos los efectos al grado universitario, es de 4 cursos.

## Conservatorios Superiores de Música en España
Los Conservatorios Superiores de Música están situados en las principales ciudades de España:
| - Albacete: Conservatorio Superior de Música de Castilla-La Mancha - Alicante: Conservatorio Superior de Música "Óscar Esplá" - Badajoz: Conservatorio Superior de Música "Bonifacio Gil" - Barcelona: Conservatorio Superior de Música del Liceo Archivado el 9 de febrero de 2011 en Wayback Machine. - Barcelona: Escuela Superior de Música de Cataluña - Castellón de la Plana: Conservatorio Superior de Música Salvador Seguí de Castellón CSMC https://www.conservatorisuperiorcastello.com/es/ - Córdoba: Conservatorio Superior de Música "Rafael Orozco" - Granada: Real Conservatorio Superior de Música "Victoria Eugenia" - Jaén: Conservatorio Superior de Música de Jaén - La Coruña: Conservatorio Superior de Música da Coruña - Santa Cruz de Tenerife y Las Palmas de Gran Canaria: Conservatorio Superior de Música de Canarias - Palma de Mallorca: Conservatorio Superior de Música de las Islas Baleares - Madrid: Escuela Superior de Música Reina Sofía | - Madrid: Real Conservatorio Superior de Música de Madrid - Málaga: Conservatorio Superior de Música de Málaga - Murcia: Conservatorio Superior de Música "Manuel Massotti Littel" - Oviedo: Conservatorio Superior de Música "Eduardo Martínez Torner" - Pamplona: Conservatorio Superior de Música "Pablo Sarasate" - Salamanca: Conservatorio Superior de Música de Castilla y León - San Sebastián: Conservatorio Superior de Música "Musikene" - Sevilla: Conservatorio Superior de Música "Manuel Castillo" - Valencia: Conservatorio Superior de Música "Joaquín Rodrigo" - Vigo: Conservatorio Superior de Música - Zaragoza: Conservatorio Superior de Música de Aragón |  |